# Aetheomorpha philippineneis
Aetheomorpha philippineneis là một loài bọ cánh cứng trong họ Chrysomelidae. Loài này được Lefevre miêu tả khoa học năm 1886.